# Gran Premio de Japón de Motociclismo de 2022
El Gran Premio de Japón de Motociclismo de 2022 (oficialmente: Motul Grand Prix of Japan) fue la decimosexta prueba del Campeonato del Mundo de Motociclismo de 2022. Tuvo lugar en el fin de semana del 23 al 25 de septiembre de 2022 en el circuito Twin Ring Motegi situado en la localidad de Motegi, en la prefectura de Tochigi, Japón.
La carrera de MotoGP fue ganada por Jack Miller, seguido de Brad Binder y Jorge Martín. Ai Ogura fue el ganador de la prueba de Moto2, por delante de Augusto Fernández y Alonso López. La carrera de Moto3 fue ganada por Izan Guevara, Dennis Foggia fue segundo y Ayumu Sasaki tercero.

## Resultados

### Resultados MotoGP
| Pos.    | N.º | Piloto                | Equipo                       | Constructor | Vueltas | Tiempo    | Parrilla | Puntos |
| ------- | --- | --------------------- | ---------------------------- | ----------- | ------- | --------- | -------- | ------ |
| 1       | 43  | Jack Miller           | Ducati Lenovo Team           | Ducati      | 24      | 42:29.174 | 7        | 25     |
| 2       | 33  | Brad Binder           | Red Bull KTM Factory Racing  | KTM         | 24      | +3.409    | 3        | 20     |
| 3       | 89  | Jorge Martín          | Prima Pramac Racing          | Ducati      | 24      | +4.136    | 5        | 16     |
| 4       | 93  | Marc Márquez          | Repsol Honda Team            | Honda       | 24      | +7.784    | 1        | 13     |
| 5       | 88  | Miguel Oliveira       | Red Bull KTM Factory Racing  | KTM         | 24      | +8.185    | 8        | 11     |
| 6       | 10  | Luca Marini           | Mooney VR46 Racing Team      | Ducati      | 24      | +8.348    | 10       | 10     |
| 7       | 12  | Maverick Viñales      | Aprilia Racing               | Aprilia     | 24      | +9.879    | 4        | 9      |
| 8       | 20  | Fabio Quartararo      | Monster Energy Yamaha MotoGP | Yamaha      | 24      | +10.193   | 9        | 8      |
| 9       | 23  | Enea Bastianini       | Gresini Racing MotoGP        | Ducati      | 24      | +10.318   | 15       | 7      |
| 10      | 72  | Marco Bezzecchi       | Mooney VR46 Racing Team      | Ducati      | 24      | +16.419   | 13       | 6      |
| 11      | 5   | Johann Zarco          | Prima Pramac Racing          | Ducati      | 24      | +16.586   | 2        | 5      |
| 12      | 44  | Pol Espargaró         | Repsol Honda Team            | Honda       | 24      | +17.456   | 11       | 4      |
| 13      | 73  | Álex Márquez          | LCR Honda Castrol            | Honda       | 24      | +18.219   | 17       | 3      |
| 14      | 21  | Franco Morbidelli     | Monster Energy Yamaha MotoGP | Yamaha      | 24      | +19.012   | 14       | 2      |
| 15      | 35  | Cal Crutchlow         | WithU Yamaha RNF MotoGP Team | Yamaha      | 24      | +19.201   | 23       | 1      |
| 16      | 41  | Aleix Espargaró       | Aprilia Racing               | Aprilia     | 24      | +25.473   | 6        |        |
| 17      | 49  | Fabio Di Giannantonio | Gresini Racing MotoGP        | Ducati      | 24      | +27.006   | 16       |        |
| 18      | 25  | Raúl Fernández        | Tech 3 KTM Factory Racing    | KTM         | 24      | +29.374   | 22       |        |
| 19      | 87  | Remy Gardner          | Tech 3 KTM Factory Racing    | KTM         | 24      | +29.469   | 20       |        |
| 20      | 30  | Takaaki Nakagami      | LCR Honda Idemitsu           | Honda       | 24      | +43.294   | 25       |        |
| Ret     | 63  | Francesco Bagnaia     | Ducati Lenovo Team           | Ducati      | 23      | Caída     | 12       |        |
| Ret     | 42  | Álex Rins             | Equipo Suzuki Ecstar         | Suzuki      | 14      | Retirado  | 18       |        |
| Ret     | 40  | Darryn Binder         | WithU Yamaha RNF MotoGP Team | Yamaha      | 14      | Caída     | 24       |        |
| Ret     | 85  | Takuya Tsuda          | Equipo Suzuki Ecstar         | Suzuki      | 11      | Motor     | 21       |        |
| Ret     | 45  | Tetsuta Nagashima     | Equipo HRC                   | Honda       | 9       | Caída     | 19       |        |
| Fuente: |     |                       |                              |             |         |           |          |        |

### Resultados Moto2
| Pos.    | N.º | Piloto                  | Constructor | Vueltas | Tiempo              | Parrilla | Puntos |
| ------- | --- | ----------------------- | ----------- | ------- | ------------------- | -------- | ------ |
| 1       | 79  | Ai Ogura                | Kalex       | 22      | 40:56.269           | 13       | 25     |
| 2       | 37  | Augusto Fernández       | Kalex       | 22      | +1.192              | 11       | 20     |
| 3       | 21  | Alonso López            | Boscoscuro  | 22      | +7.168              | 12       | 16     |
| 4       | 96  | Jake Dixon              | Kalex       | 22      | +7.597              | 2        | 13     |
| 5       | 35  | Somkiat Chantra         | Kalex       | 22      | +12.255             | 4        | 11     |
| 6       | 14  | Tony Arbolino           | Kalex       | 22      | +14.189             | 3        | 10     |
| 7       | 51  | Pedro Acosta            | Kalex       | 22      | +14.520             | 18       | 9      |
| 8       | 75  | Albert Arenas           | Kalex       | 22      | +18.410             | 17       | 8      |
| 9       | 64  | Bo Bendsneyder          | Kalex       | 22      | +20.398             | 15       | 7      |
| 10      | 12  | Filip Salač             | Kalex       | 22      | +23.140             | 5        | 6      |
| 11      | 6   | Cameron Beaubier        | Kalex       | 22      | +23.604             | 8        | 5      |
| 12      | 16  | Joe Roberts             | Kalex       | 22      | +23.733             | 14       | 4      |
| 13      | 23  | Marcel Schrötter        | Kalex       | 22      | +24.171             | 21       | 3      |
| 14      | 7   | Barry Baltus            | Kalex       | 22      | +33.795             | 10       | 2      |
| 15      | 19  | Lorenzo Dalla Porta     | Kalex       | 22      | +35.548             | 19       | 1      |
| 16      | 84  | Zonta van den Goorbergh | Kalex       | 22      | +40.006             | 16       |        |
| 17      | 29  | Taiga Hada              | Kalex       | 22      | +42.496             | 20       |        |
| 18      | 81  | Keminth Kubo            | Kalex       | 22      | +46.492             | 9        |        |
| 19      | 4   | Sean Dylan Kelly        | Kalex       | 22      | +49.126             | 24       |        |
| 20      | 42  | Marcos Ramírez          | MV Agusta   | 22      | +1:09.754           | 26       |        |
| Ret     | 52  | Jeremy Alcoba           | Kalex       | 21      | Caída               | 28       |        |
| Ret     | 9   | Jorge Navarro           | Kalex       | 20      | Caída               | 7        |        |
| Ret     | 40  | Arón Canet              | Kalex       | 15      | Caída               | 1        |        |
| Ret     | 28  | Niccolò Antonelli       | Kalex       | 15      | Caída               | 25       |        |
| Ret     | 13  | Celestino Vietti        | Kalex       | 7       | Daño por caída      | 22       |        |
| Ret     | 24  | Simone Corsi            | MV Agusta   | 5       | Problemas mecánicos | 27       |        |
| Ret     | 61  | Alessandro Zaccone      | Kalex       | 5       | Caída               | 23       |        |
| Ret     | 54  | Fermín Aldeguer         | Boscoscuro  | 2       | Caída               | 6        |        |
| DNS     | 22  | Sam Lowes               | Kalex       |         | No corrió           |          |        |
| DNS     | 18  | Manuel González         | Kalex       |         | No corrió           |          |        |
| Fuente: |     |                         |             |         |                     |          |        |

### Resultados Moto3
| Pos.    | N.º | Piloto               | Constructor | Vueltas | Tiempo         | Parrilla | Puntos |
| ------- | --- | -------------------- | ----------- | ------- | -------------- | -------- | ------ |
| 1       | 28  | Izan Guevara         | Gas Gas     | 20      | 39:26.526      | 9        | 25     |
| 2       | 7   | Dennis Foggia        | Honda       | 20      | +0.593         | 5        | 20     |
| 3       | 71  | Ayumu Sasaki         | Husqvarna   | 20      | +1.741         | 4        | 16     |
| 4       | 11  | Sergio García        | Gas Gas     | 20      | +9.338         | 3        | 13     |
| 5       | 44  | David Muñoz          | KTM         | 20      | +9.414         | 16       | 11     |
| 6       | 10  | Diogo Moreira        | KTM         | 20      | +9.743         | 15       | 10     |
| 7       | 17  | John McPhee          | Husqvarna   | 20      | +9.815         | 12       | 9      |
| 8       | 6   | Ryusei Yamanaka      | KTM         | 20      | +15.490        | 17       | 8      |
| 9       | 16  | Andrea Migno         | Honda       | 20      | +15.573        | 6        | 7      |
| 10      | 54  | Riccardo Rossi       | Honda       | 20      | +15.687        | 7        | 6      |
| 11      | 43  | Xavier Artigas       | CFMoto      | 20      | +22.023        | 23       | 5      |
| 12      | 82  | Stefano Nepa         | KTM         | 20      | +22.656        | 25       | 4      |
| 13      | 48  | Iván Ortolá          | KTM         | 20      | +22.914        | 20       | 3      |
| 14      | 72  | Taiyo Furusato       | Honda       | 20      | +24.419        | 19       | 2      |
| 15      | 53  | Deniz Öncü           | KTM         | 20      | +30.368        | 8        | 1      |
| 16      | 23  | Elia Bartolini       | KTM         | 20      | +45.070        | 26       |        |
| 17      | 64  | Mario Aji            | Honda       | 20      | +45.199        | 28       |        |
| 18      | 31  | Adrián Fernández     | KTM         | 20      | +48.531        | 14       |        |
| 19      | 22  | Ana Carrasco         | KTM         | 20      | +53.259        | 30       |        |
| 20      | 19  | Scott Ogden          | Honda       | 20      | +1:06.056      | 2        |        |
| 21      | 27  | Kaito Toba           | KTM         | 19      | +1 vuelta      | 18       |        |
| Ret     | 5   | Jaume Masià          | KTM         | 16      | Caída          | 10       |        |
| Ret     | 20  | Lorenzo Fellon       | Honda       | 9       | Caída          | 13       |        |
| Ret     | 9   | Nicola Fabio Carraro | KTM         | 6       | Caída          | 29       |        |
| Ret     | 24  | Tatsuki Suzuki       | Honda       | 4       | Caída          | 1        |        |
| Ret     | 96  | Daniel Holgado       | KTM         | 3       | Caída          | 21       |        |
| Ret     | 34  | Kanta Hamada         | Honda       | 3       | Caída          | 27       |        |
| Ret     | 99  | Carlos Tatay         | CFMoto      | 0       | Caída múltiple | 11       |        |
| Ret     | 66  | Joel Kelso           | KTM         | 0       | Caída múltiple | 22       |        |
| Ret     | 70  | Joshua Whatley       | Honda       | 0       | Caída múltiple | 24       |        |
| Fuente: |     |                      |             |         |                |          |        |